# ATP Challenger Indore
Das ATP Challenger Indore (offizieller Name: Indore Open ATP Challenger) war ein Tennisturnier in Indore, Indien, das 2014 einmal ausgetragen wurde. Es war Teil der ATP Challenger Tour und wurde im Freien auf Hartplatz ausgetragen.

## Liste der Sieger

### Einzel
| Jahr | Sieger        | Finalgegner          | Ergebnis       |
| ---- | ------------- | -------------------- | -------------- |
| 2014 | Saketh Myneni | Alexander Nedowessow | 6:3, 6:74, 6:3 |

### Doppel
| Jahr | Sieger                               | Finalgegner               | Ergebnis         |
| ---- | ------------------------------------ | ------------------------- | ---------------- |
| 2014 | Adrián Menéndez Alexander Nedowessow | Yuki Bhambri Divij Sharan | 2:6, 6:4, [10:3] |